# K-391
Kenneth Nilsen, mer känd under artistnamnet K-391, född 2 november 1994 i Bamble och uppvuxen i Ås, är en norsk musikproducent. 
Han är bland annat känd för att ha samarbetat med Alan Walker, Julie Bergan och Seungri och gjort låten "Ignite" som hamnade på förstaplatsen i Norge. Han har även gjort ett till samarbete med Walker, denna gång även med Tungevaag och Mangoo, och gjort låten "Play".